# Янаки Гочев
Янаки Гочев Вълчанов, наричан Дибич, е български учител и революционер, деец на Вътрешната македоно-одринска революционна организация.

## Биография
Янаки Гочев е роден в 1877 година в Харманли в Османската империя, днес в България. Завършва Садовското земеделско училище. Става учител в граничното село Хебибчево. В началото на 1902 година сменя Александър Кипров като началник на пункта на ВМОРО в Хебибчево и го ръководи до 1907 година.
Христо Караманджуков пише за Гочев:
| „ | ...дълго време като постоянен човек на мястото, представляваше душата на пункта и поддържаше в изправност канала за поща, за хора и за оръжейни материали през границата навън или навътре за Свиленград, Одрин и за Дедеагачко. | “ |

Умира на 31 октомври в Харманли.